# بيسي برادوك
إليزابيث مارغريا برادوك (بامبر قبل الزواج، 24 سبتمبر 1899-13 نوفمبر 1970)، سياسية في حزب العمال البريطاني، وعملت كعضوة في البرلمان لقسم صرف ليفربول من عام 1945 إلى عام 1970. كانت عضوةً في مجلس مقاطعة ليفربول من عام 1930 إلى عام 1961. اكتسبت شهرة وطنية بسبب حملاتها المباشرة فيما يتعلق بالإسكان والصحة العامة والقضايا الاجتماعية الأخرى، رغم أنها لم تشغل منصبًا حكوميًا.
ورثت برادوك مهارة تنظيم الحملات من والدتها ماري بامبر، وهي من أوائل الناشطات الاشتراكيات والنقابيات. انضمت برادوك بعد بضع سنوات في حزب العمال المستقل إلى الحزب الشيوعي لبريطانيا العظمى، منذ تأسيسه في عام 1920، لكنه سرعان ما أصيبت بخيبة أمل من الميول الديكتاتورية للحزب. تركت الحزب الشيوعي الألماني عام 1924 وانضمت لاحقًا إلى حزب العمال. اكتسبت- وزوجها جاك برادوك- قبل الحرب العالمية الثانية، سمعة مستشارين يساريين صليبيين، بينما كانت على خلاف مع حزبها عندما سعت إلى تنفيذ أجندة إصلاح اجتماعي. عملت خلال الحرب في خدمة الإسعاف في ليفربول، قبل أن تفوز بقسم الصرف للعمل في الانتخابات العامة لعام 1945. كان حضورها شرسًا في البرلمان، وأيدت بشدة أجندة إصلاح وزارة أتلي 1745-1951، ولا سيما إنشاء هيئة الخدمات الصحية الوطنية في عام 1948.
عملت في اللجنة التنفيذية الوطنية لحزب العمال بين عامي 1947 و1969. أدى أسلوبها القتالي إلى تعليق عضويتها مؤقتًا في البرلمان في عام 1952. ظلت في معظم مسيرتها البرلمانية عضوةً في مجلس ليفربول، وكانت شخصية محورية في الجدل الذي نشأ في خمسينيات القرن العشرين بسبب قرار المدينة بشراء قرية كابيل سيلين وإغراقها في وادٍ على طول أفون تريوين في ويلز لبناء خزان لين سيلين. عملت برادوك بين عامي 1953-1957 في اللجنة الملكية للصحة النفسية، وأدى عملها إلى إقرار قانون الصحة النفسية لعام 1959. انتقلت بثبات إلى الجناح اليميني في حزبها منذ أوائل خمسينيات القرن العشرين، وأصبحت لاذعة على نحو متزايد في أحكامها على زملائها السابقين من اليسار. رفضت عند فوز حزب العمال في الانتخابات العامة عام 1964 منصبها بحجة العمر والصحة، وتضاءلت بعد ذلك مساهماتها البرلمانية مع تدهور حالتها الصحية. كانت أول امرأة تمنح شرف حرية المدينة في ليفربول قرب نهاية حياتها. أشاد كاتب نعيها في ذا غارديان عقب وفاتها عام 1970 باعتبارها «واحدة من أكثر الشخصيات السياسية تميزًا في القرن».

## النشأة

### الطفولة
ولدت إليزابيث بامبر في 24 سبتمبر 1899 في شارع زانتي 23، في منطقة إيفرتون في ليفربول، وهي الابنة الكبرى لهيو بامبر، عامل تجليد الكتب، وزوجته ماري (ليتل قبل الزواج). جاءت ماري إلى ليفربول في طفولتها عندما تخلى والدها، وهو محامي ثري من إدنبرة، عن عائلته بعد انغماسه في إدمان الكحول والفقر. عانت ليفربول من الفقر الشديد أواخر القرن التاسع عشر، وظهرت لديها أعلى معدل لوفيات الأطفال في البلاد. أصبحت ماري منظّمة حملات نقابية وناشطة ضد الظروف الاجتماعية المؤسفة، وأنشأت سمعتها كمتحدثة بارزة على المنابر. كانت أول من تأثرت ابنتها به، والتي تمثلت عزيمتها مدى الحياة لتمثيل المحرومين والقتال من أجلهم.
انتقلت عائلة بامبر في عام 1902 إلى شارع سموليت في منطقة بوتل المجاورة، إحدى التنقلات العديدة التي شتتت تعليم إليزابيث الرسمي بين المدارس المختلفة. بدأت إلى جانب تعليمها المدرسي العادي، تعليمها السياسي في مدرسة الأحد- مدرسة مارمادوك ستريت الاشتراكية- ومن خلال أنشطة والدتها الدعائية. عملت إليزابيث في بداياتها في مطبخ حساء للمعوزين، وساعدت ماري في إدارته على هضبة سانت جورج: «أتذكر وجوه العاطلين عن العمل عندما نفد الحساء... أتذكر نظرات فارغة يائسة، يومًا بعد يوم، أسبوعًا بعد أسبوع، طوال فصل الشتاء القاسي بين عامي 1906–1907».
تركت إليزابيث مدرسة الأحد وانضمت إلى قسم الشباب في حزب العمل المستقل في سن الحادية عشر، إذ درست الاشتراكية إلى جانب برنامج مكثف من الأنشطة الاجتماعية. وصفت نفسها لاحقًا في تلك الفترة بأنها كانت «قوية ورشيقة ومولعة بالمشي والأكل». عملت ماري بامبر في ذلك الوقت كمنظِّمة لاتحاد عمال المستودعات. ساعدت إليزابيث والدتها، وعملت أحيانًا كخادمة في الاجتماعات. كانت الأم وابنتها حاضرتان في هضبة سانت جورج في 13 أغسطس 1911، عندما فرقت الشرطة والقوات حشدًا لدعم عمال النقل المضربين في ليفربول. أُصيب المئات، وقتل متظاهران بالرصاص في الاضطرابات التي أعقبت ذلك. كُرس هذا اليوم في تاريخ الطبقة العالمة في ليفربول باسم «الأحد الدامي».

### سنوات العمل في حزب العمل المستقل
تركت إليزابيث المدرسة في عام 1913، وبدأت العمل في ملء عبوات البذور مقابل خمسة شلن في الأسبوع. كانت الوظيفة رتيبة للغاية لدرجة أنها لم تستطع الإكمال لفترة طويلة، وعثرت بعد بضعة أشهر على وظيفة في قسم الستائر في متجر والتون رود. أصبحت عضوًا في اتحاد عمال المتاجر بناءً على إصرار والدتها. حضرت خلال تلك الأثناء دروسًا أدارتها جمعية تعليم العمال ورابطة العوام: «أخبَروني كيف سيطر الرأسماليون على المال والأعمال والأرض، وتمسّكوا بها».
تواجدت ثلاث نساء باسم إليزابيث ضمن مجموعة الاشتراكيين الشباب الذين تجمعوا بانتظام في المقر المحلي لحزب العمل المستقل. استُخدمت القرعة لتجنب الارتباك، وللتفريق بينهن، واكتسبت إليزابيث بامبر اسم بيسي واحتفظت به لبقية حياتها. كان سيدني سيلفرمان ابن البَزّار الفقير، أكبر من بيسي بأربع سنوات، من بين ناشطي حزب العمل المستقل، وكان له تأثير كبير على بيسي الشابة، إذ أصبح فيما بعد زميلها في كل من غرفة مجلس ليفربول ومجلس العموم.
عارض حزب العمال المستقل الحرب العالمية الأولى في أغسطس عام 1914، ووصفها بأنها «جريمة مروعة بحق الأمم التي عانت من الخوف والذعر». تبنى كل من سلفرمان وآخرون مواقف سلمية لا هوادة فيها عند إقرار التجنيد الإجباري عام 1916، وسُجنوا. رحب حزب العمل المستقل بأخبار الثورة الروسية عام 1917، وعارض بشدة تدخل الحلفاء في الحرب الأهلية التي أعقبت ذلك. لعبت بيسي دورًا رائدًا في مسيرة تجمع نقابات العمل «ارفعوا أيديكم عن روسيا» في شيل بارك في ليفربول، حيث قاومت وآخرون جهود اتحاد الإمبراطورية البريطانية لالتقاط العلم الأحمر لحزب العمل المستقل.
تركت بيسي التعاونية في نهاية الحرب في عام 1918، وتولت منصبًا دينيًا في اتحاد عمال المستودعات. التقت في سياق أنشطتها في برنامج حزب العمل المستقل بجون «جاك» برادوك وصادقته، وهو صانع العربات والناشط النقابي الذي اشتهر بكونه مثيرًا للجدل. كان قد وصل إلى ليفربول من ديوسبري في عام 1915، على أمل الهجرة إلى كندا، لكنه بقي في الميناء وانغمس في السياسات اليسارية والكفاح من أجل تحسين ظروف العمل. أصبح وبيسي مقربين جدًا، إذ ساعدوا في عام 1919 ماري بامبر للكفاح من أجل الحصول على مقعد في مجلس ليفربول، كمرشحة عن حزب العمل المستقل في منطقة إيفرتون. كانت الحملة الانتخابية مريرة وفي بعض الأحيان عنيفة، لكنها أسفرت عن فوز بامبر بهامش ضئيل بلغ 13 صوتًا.